# Etcher
Etcher est un logiciel libre, développé avec Electron (framework), de gravure d'images (ZIP, img, iso) sur différents supports clé USB, Carte SD, pour GNU/Linux, Windows, MacOS.
Etcher est simple d'utilisation et assure une gravure efficace grâce à sa fonction de vérification de l'image gravée. C'est une application portable qui peut donc être transportée sur une clé USB.

## Fonctionnalités
Etcher permet de créer une clé USB ou un disque dur externe USB bootable Live USB.
L'interface utilisateur permet de choisir l'image disque à graver, de brancher le support USB et de lancer la gravure.
- Détection automatique des supports des stockages USB, Carte SD.
- Ne sélectionne pas de disque dur. Vous ne pourrez donc pas accidentellement détruire les données présentes sur un disque dur ;
- Permet de préparer une clé USB bootable avec une image de Windows 10 plus grande que la capacité d'un DVD :
- Permet d'installer Raspbian pour le Raspberry Pi sur carte Micro SD[4].
- Lorsque la gravure est terminée, Etcher propose de graver un nouveau support avec la même image ou une nouvelle. C'est pratique pour les professeurs qui voudraient graver la même image sur les cartes SD de tous les Raspberry Pi de leur école[5].

## controverse sur la surveillance par le logiciel
Etcher intègre les outils Google Analytics, GoSquared et Mixpanel, qui continuent de fonctionner y compris si l'option d'envoi de données anonymes est désactivée.
Il ne demande pas pour cela un accord explicite de l'utilisateur et ne respecte donc pas le RGPD.
Ce problème est tracé par le bug https://github.com/balena-io/etcher/issues/2693 qui est corrigé depuis la version 1.5.25.

## Distributions Linux supportées
- Ubuntu, Kubuntu et Xubuntu[7]
- Debian Live Gnome/KDE/LXDE/Xfce[8]
- Linux Mint
- PrimTux[9]
- Emmabuntüs
- Raspbian